# Stockbäcktjärnen, Ångermanland
Stockbäcktjärnen är en sjö i Nordmalings kommun i Ångermanland och ingår i Lögdeälvens huvudavrinningsområde. Sjön har en area på 0,0398 kvadratkilometer och ligger 245,1 meter över havet. Stockbäcktjärnen ligger i Lögdeälven Natura 2000-område. Sjön avvattnas av vattendraget Stockbäcken.

## Delavrinningsområde
Stockbäcktjärnen ingår i det delavrinningsområde (707057-166889) som SMHI kallar för Namn saknas. Medelhöjden är 258 meter över havet och ytan är 2,59 kvadratkilometer. Det finns inga avrinningsområden uppströms utan avrinningsområdet är högsta punkten. Stockbäcken som avvattnar avrinningsområdet har biflödesordning 2, vilket innebär att vattnet flödar genom totalt 2 vattendrag innan det når havet efter 33 kilometer. Avrinningsområdet består mestadels av skog (85 procent). Avrinningsområdet har 0,04 kvadratkilometer vattenytor vilket ger det en sjöprocent på 1,5 procent.